# 요한 요아힘 빙켈만
요한 요아힘 빙켈만(독일어: Johann Joachim Winckelmann, 1717년 12월 9일~1768년 6월 8일)은 독일의 미술사가·고고학자이다.

## 생애
작센주에서 출생하여, 일찍부터 미술사 연구에 몰두하였다. 1755년 로마에 가서 고대 미술을 연구하는 한편, 로마와 이탈리아 여러 곳에 흩어져 있는 유품을 모으고 유적을 조사하여, 1768년 빈에서 여황제 마리아 테레지아로부터 금상을 받기도 하였다. 그러나 귀가 도중에 강도의 칼을 맞고 피살되었다. 그는 고대 미술의 역사를 처음으로 연구하여, 학문으로서의 기틀을 세움으로써 근대 미술사에 큰 공헌을 하였다. 저서에 <그리스 예술 모방론> <고대 미술사> 등이 있다.